# Benthophilus granulosus
Benthophilus granulosus е вид лъчеперка от семейство Попчеви (Gobiidae).

## Разпространение
Видът е разпространен в Каспийско море.

## Описание
Това е малка рибка с дължина до 5,6 см.